# Es erhub sich ein Streit
Es erhub sich ein Streit (in tedesco, "Sorse una disputa") BWV 19 è una cantata di Johann Sebastian Bach.

## Storia
Composta a Lipsia nel 1726 per la solennità di san Michele e tutti gli angeli, la cantata venne eseguita il 29 settembre dello stesso anno. Il testo è di Christian Friedrich Henrici ad eccezione del settimo movimento, il cui autore è Christoph Demantius.
Il modello dell'opera è il corale Freu dich sehr, o meine Seele del 1551 di Louis Bourgeois.

## Struttura
La Es erhub sich ein Streit è composta per soprano solista, tenore solista, basso solista, coro, tromba I, II e III, timpani, violino I e II, oboe I e II, viola e basso continuo ed è suddivisa in sette movimenti:
1. Coro: Es erhub sich ein Streit, per tutti.
2. Recitativo: Gottlob! der Drache liegt, per basso e continuo.
3. Aria: Gott schickt uns Mahanaim zu, per soprano, oboe e continuo.
4. Recitativo: Was ist der schnöde Mensch, das Erdenkind?, per tenore, archi e continuo.
5. Aria e corale: Bleibt, ihr Engel, bleibt bei mir!, per tenore, tromba, archi e continuo.
6. Recitativo: Laßt uns das Angesicht, per basso e continuo.
7. Corale: Laß dein' Engel mit mir fahren, per tutti.